# Сеслерія Гойфлера
{{#ifeq:0|0|{{#if:|{{#if:Sesleriaheufleriana|[[]}}|}}}}
Сеслерія Гойфлера (Sesleria heufleriana) — вид трав'янистих рослин з родини Злакові (Poaceae), поширений в Угорщині, Словаччині, Румунії, Молдові, Україні, Росії.

## Опис
Багаторічна рослина 30–70 см заввишки. Піхви гладкі. Лігули 0.2–0.4 мм завдовжки. Листові пластини 20–35 см завдовжки; 2–3(7) мм завширшки; верхівки гострі, або загострені. Волоть головчаста, довгаста або яйцеподібна, 1–3 см завдовжки, 0.7-1.1 см шириною. Пиляків 3. Зернівка волохата на верхівці.

## Поширення
Поширений в Угорщині, Словаччині, Румунії, Молдові, Україні, Росії.